# ПАР на зимових Олімпійських іграх 2006
ПАР брала участь у Зимових Олімпійських іграх 2006 року в Турині (Італія) вп'яте, але не завоювала жодної медалі. Збірну країни представляли три чоловіки.

## Гірськолижний спорт
Спортсменів — 1
Чоловіки
| Спортсмен     | Вид                | 1 спроба     | 2 спроба     | Всього  | Місце |
| ------------- | ------------------ | ------------ | ------------ | ------- | ----- |
| Александр Хіт | Швидкісний спуск   |              |              | 1.59,79 | 52    |
| Александр Хіт | Слалом             | не фінішував | не пройшов   | -       | -     |
| Александр Хіт | Гігантський слалом | 1.25,61      | 1.25,81      | 2.51,42 | 27    |
| Александр Хіт | Супергігант        |              |              | 1.37,77 | 50    |
| Александр Хіт | Комбінація         | 1.47,62      | не фінішував | -       | -     |

## Лижні перегони
Спортсменів — 1
Чоловіки

### Дистанційні гонки
| Спортсмен    | Дисципліна              | Час          | Місце        |
| ------------ | ----------------------- | ------------ | ------------ |
| Олівер Краас | 15 км (класичний стиль) | Не фінішував | Не фінішував |
| Олівер Краас | 50 км (вільний стиль)   | Не фінішував | Не фінішував |

### Спринт
| Спортсмен    | Дисципліна       | Кваліфікація | Кваліфікація | Чвертьфінал | Чвертьфінал | Півфінал   | Півфінал   | Фінал      | Фінал            |
| Спортсмен    | Дисципліна       | Час          | Місце        | Час         | Місце       | Час        | Місце      | Час        | Підсумкове місце |
| ------------ | ---------------- | ------------ | ------------ | ----------- | ----------- | ---------- | ---------- | ---------- | ---------------- |
| Олівер Краас | чоловічий спринт | 2:27.68      | 57           | Не пройшов  | Не пройшов  | Не пройшов | Не пройшов | Не пройшов | 57               |

## Скелетон
Спортсменів — 1
Чоловіки
| Спортсмен   | Час      | Час      | Час     | Місце |
| Спортсмен   | Спроба 1 | Спроба 2 | Сума    | Місце |
| ----------- | -------- | -------- | ------- | ----- |
| Тайлер Бота | 59.43    | 1:00.63  | 2:00.06 | 21    |